# Rio Gigante
Der Rio Gigante ist ein etwa 44 km langer rechter Nebenfluss des Rio Chopim im Süden des brasilianischen Bundesstaats Paraná.

## Geografie

### Lage
Das Einzugsgebiet des Rio Gigante befindet sich auf dem Terceiro Planalto Paranaense (Dritte oder Guarapuava-Hochebene von Paraná).

### Verlauf
Sein Quellgebiet liegt auf der Grenze zwischen den beiden Munizipien Honório Serpa und Coronel Vivida auf 978 m Meereshöhe etwa 10 km nördlich des Hauptorts von Honório Serpa.
Der Fluss verläuft in westlicher Richtung. Er bildet in seinem gesamten Verlauf die Grenze zwischen den beiden Munizipien. Er mündet auf 534 m Höhe von rechts in den Rio Chopim. Er ist etwa 44 km lang.

### Munizipien im Einzugsgebiet
Am Rio Gigante liegen die zwei Munizipien xxxxx und xxxxx.